# Aéroport de Varsovie-Radom
L'aéroport de Varsovie-Radom (code IATA : RDO • code OACI : EPRA), ou aéroport de Radom-Sadków, est un aéroport civil et militaire situé en Pologne centrale, à environ 3 km à l'est du centre de la ville de Radom. « Sadków » est le nom d'un quartier de Radom dans lequel est situé l'aéroport. Il existe depuis les années 1920.

## Histoire
La construction de l'aéroport débute en mai 1929, dans le but de créer la première école de pilotage civile de Pologne. En avril 1932, il est repris par le Ministère des Affaires Militaires, qui développe la structure en construisant des hangars, une caserne et un stand de tir ; et entraîne militairement les pilotes et les parachutistes, et ce jusqu'à la Seconde Guerre mondiale.
Durant la guerre, les forces Allemandes bombardent l'aéroport et détruisent les installations. Pendant l'occupation de la Pologne, la Luftwaffe utilise le site pour l'entraînement et la préparation des pilotes allemands pour Front de l'Est. À la fin de la guerre, l'aéroport fut miné et lourdement endommagé. L'armée polonaise réintègre le lieu dès mars 1945,.
Le 30 juin 2006 Gmina Radom fonde la Port Lotniczy Radom S.A. avec un budget de 22 millions de złoty, afin de préparer la reconversion de Radom-Sadków en aéroport civil. Cette société gère le site depuis le 24 janvier 2007. Fin janvier 2011, un contrat est signé pour le partage de l'aéroport entre activités civiles et militaire,
et en septembre de la même année, le Bureau de l'Aviation Civile Polonaise autorise les opérations commerciales après avoir répondu aux exigences de la Convention de Chicago. En janvier 2012, les premiers travaux d'éclairage de l'aéroport débutent.
La transformation de l'aéroport est achevée en mai 2014, et les premiers vols débutent le 1er septembre 2015.
En 2023, le terminal le plus moderne de la Pologne a été lancé. Les vols ont eu lieu depuis l'aéroport, entre autres Aéroport de Paris-Charles-de-Gaulle et Aéroport Léonard-de-Vinci de Rome Fiumicino.

## Radom air show
C'est une manifestation bi-annuelle qui a débuté en 2000. Les manifestations suivantes se sont puis déroulées en 2001, 2002, 2003, 2005, 2007, 2009, 2011, 2013, 2015, 2017, 2018, 2023. L'édition prochaine se déroulera en 2025.

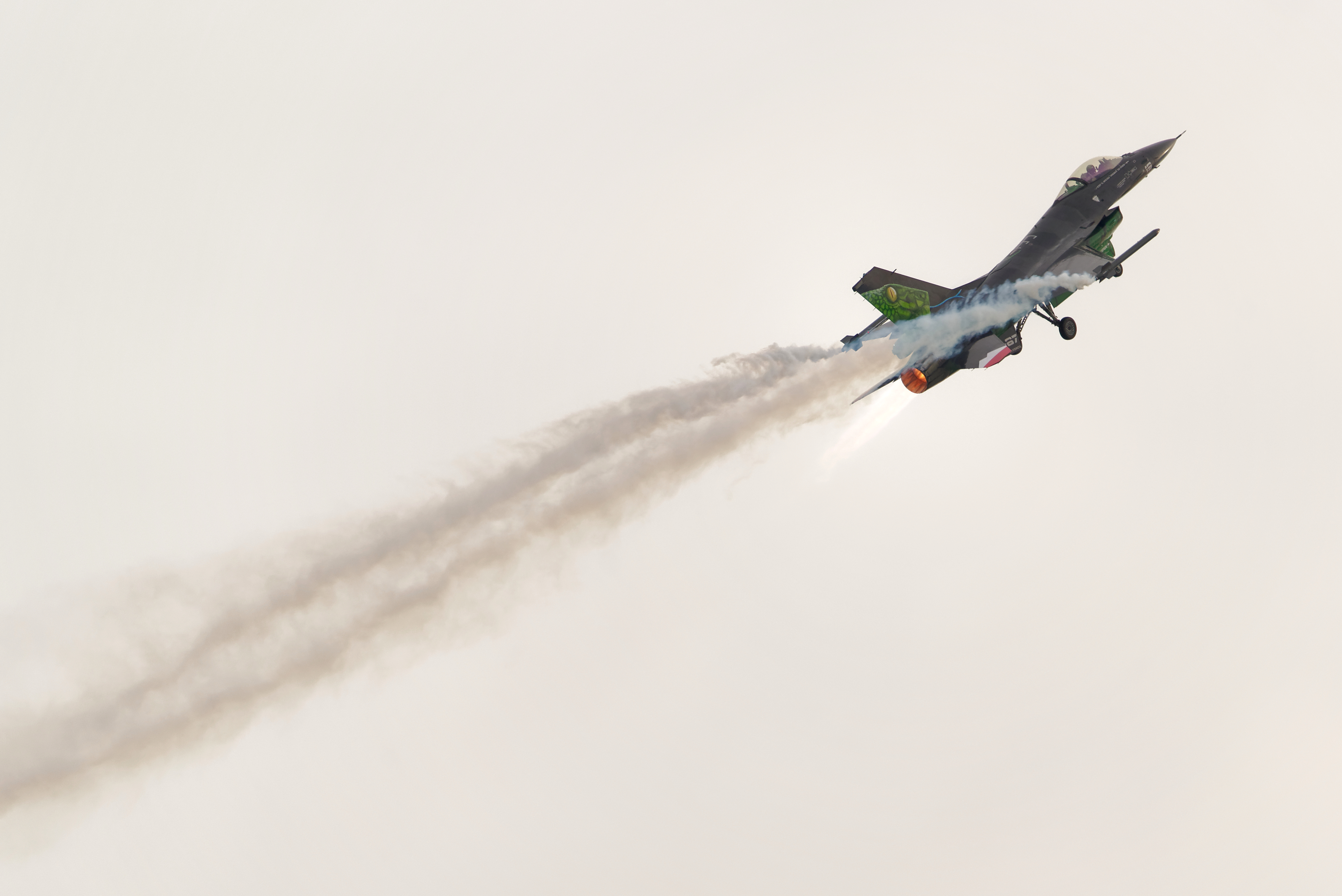
F-16 belge en 2023.
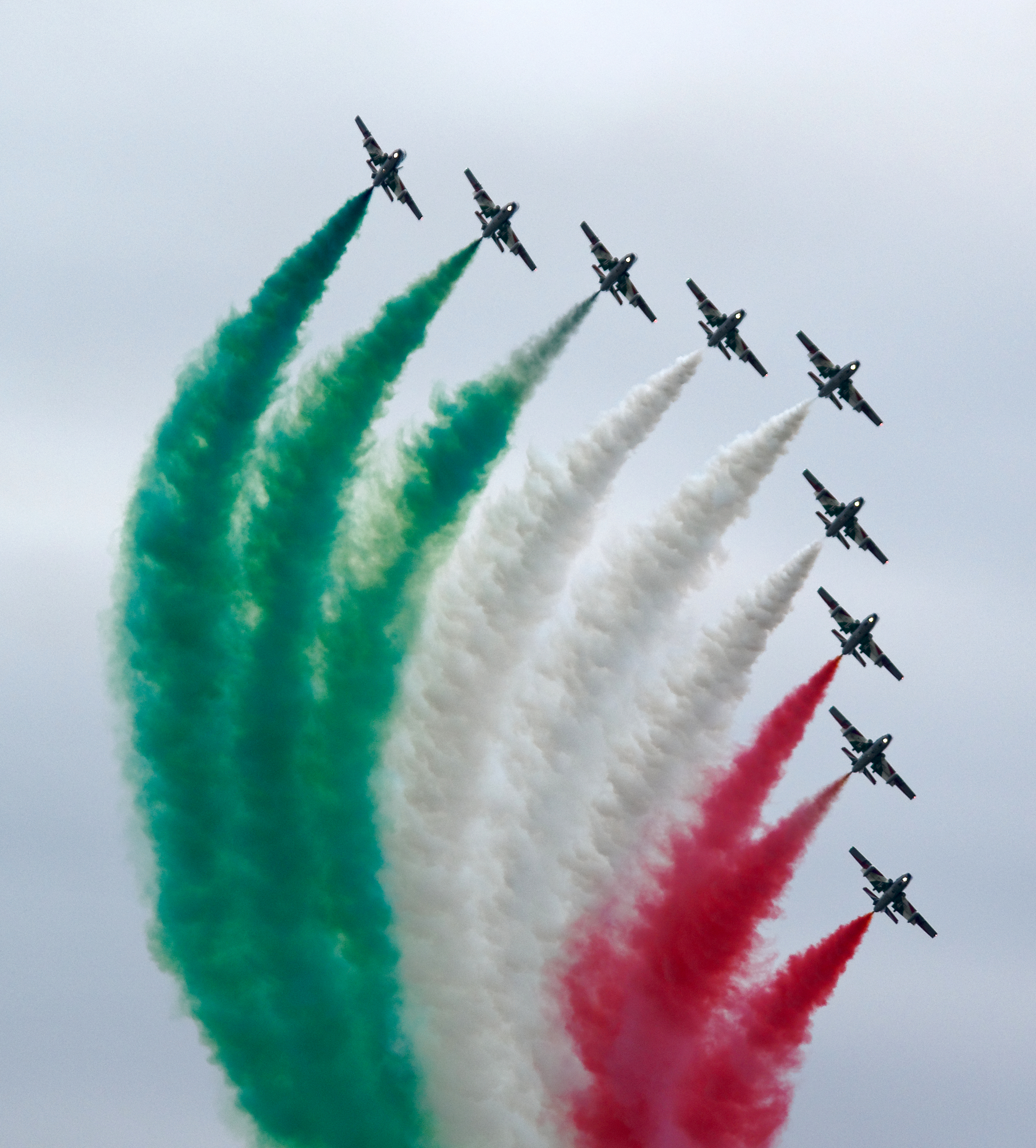
Frecce Tricolori en 2018.
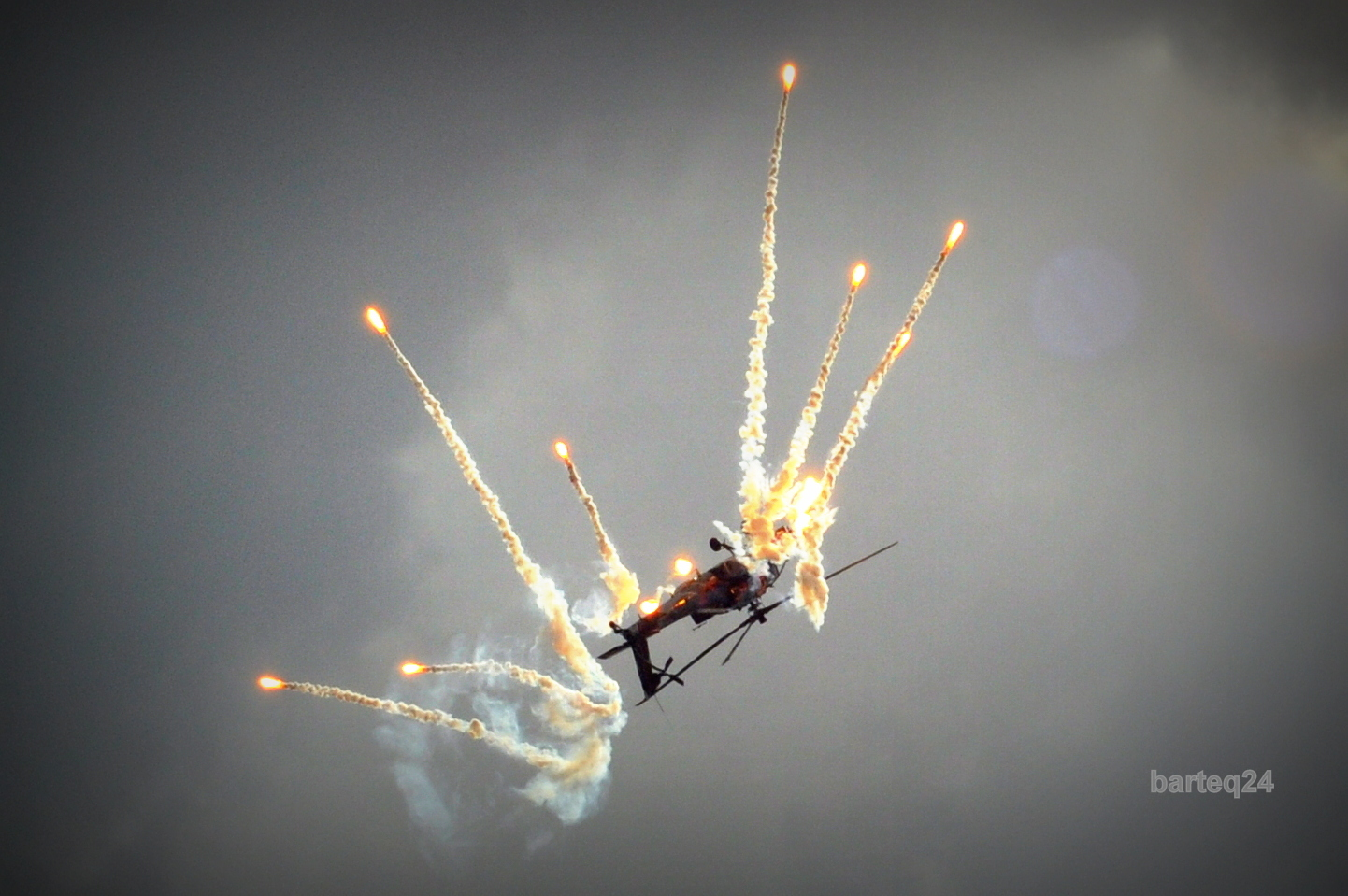
Apache AH 64D en 2013.
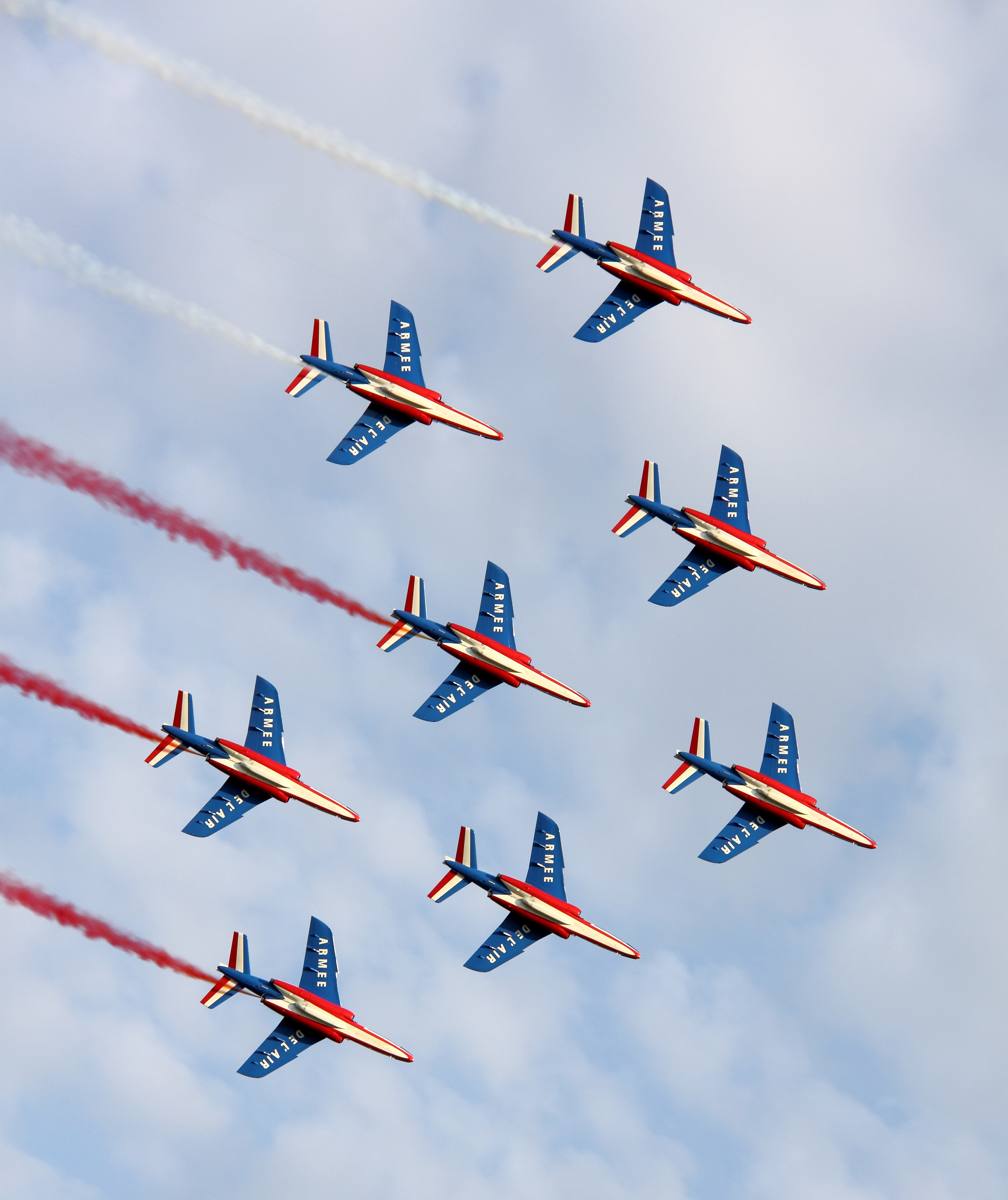
La patrouille de France en 2011.
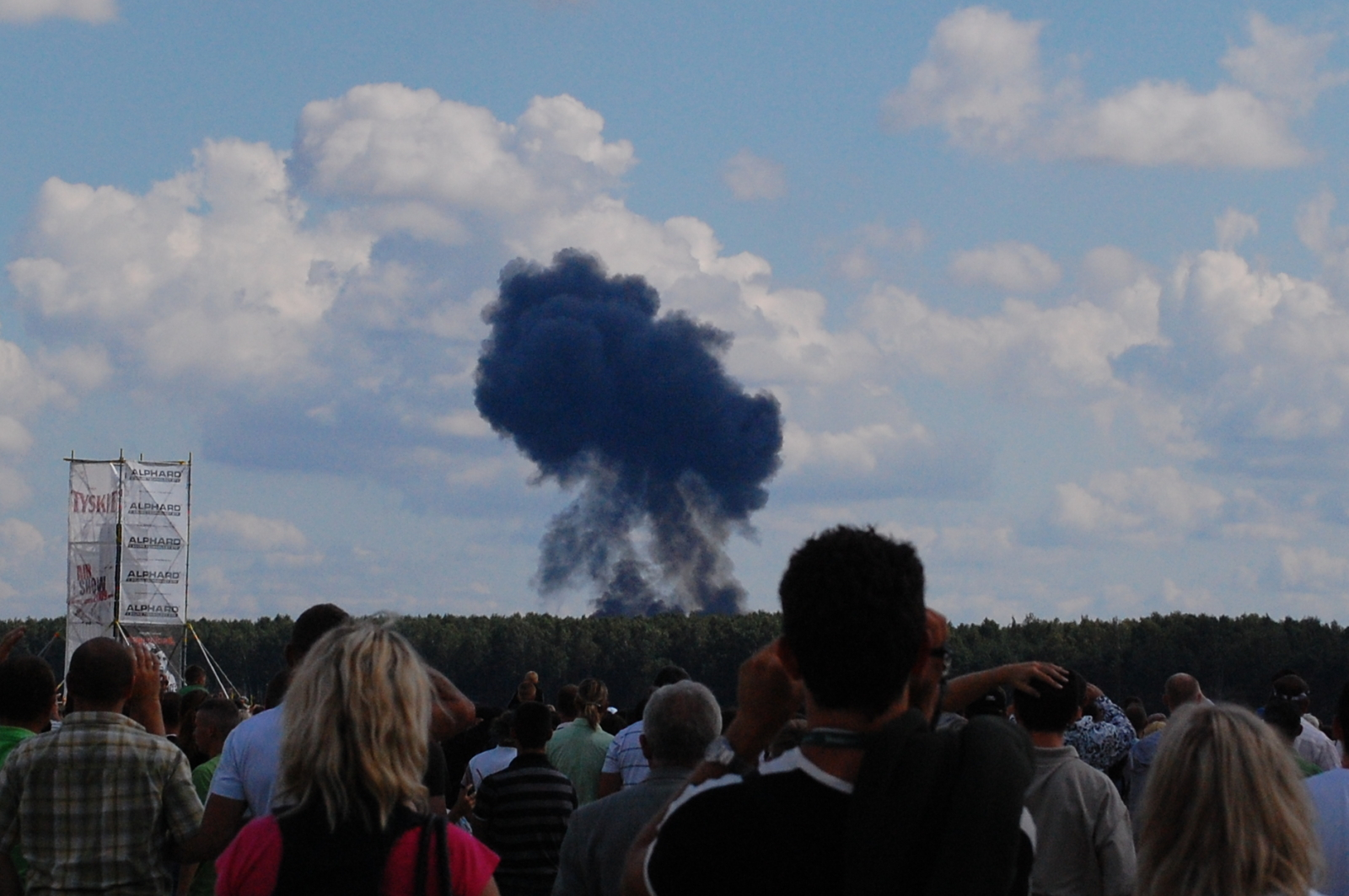
2009 l'accident du SU-27 biélorusse.
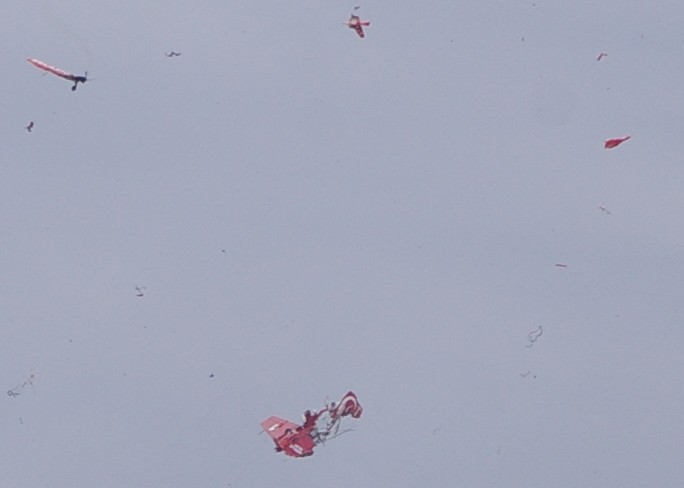
L'accident du AZL Żelazny en 2007.
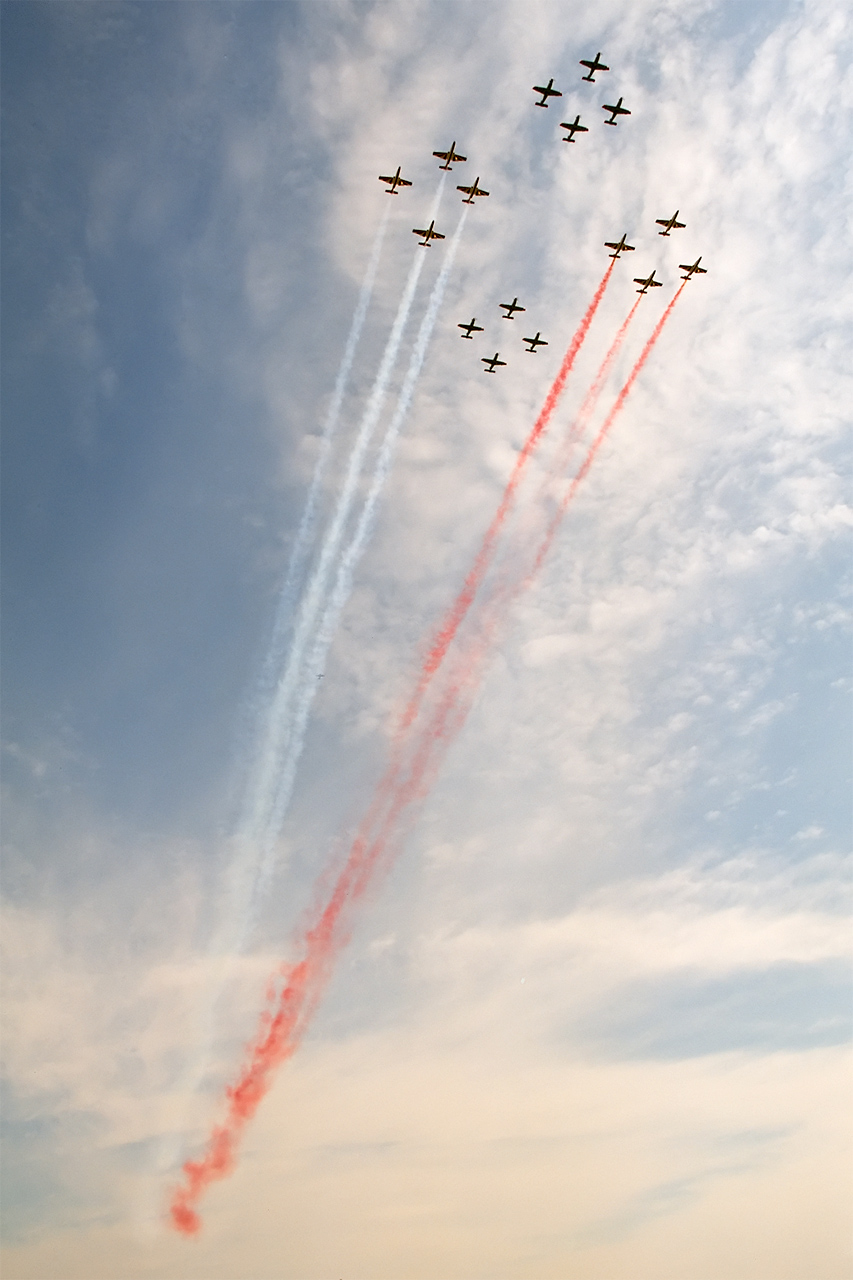
Les PZL-130 Orlik faisant un drapeau polonais en 2005.

## Situation
| \| 50 km1:3 411 000 \| Lublin Cracovie Gdańsk · Dantzig Łódź Olsztyn · Holsten Poznań · Posnanie Varsovie · Radom Rzeszów Szczecin · Stettin Varsovie · Modlin Wrocław · Vratislavie Katowice Zielona · Góra Varsovie · Chopin Bydgoszcz · Bromberg |
| 50 km1:3 411 000 |

## Statistiques
Le graphique qui aurait dû être présenté ici ne peut pas être affiché car il utilise l'ancienne extension Graph, désactivée pour des questions de sécurité. Des indications pour créer un nouveau graphique avec la nouvelle extension Chart sont disponibles ici.

Voir la requête brute et les sources sur Wikidata.

## Compagnies aériennes et destinations actuelles
| Compagnies                                        | Destinations |
| ------------------------------------------------- | --- |
| LOT Polish Airlines, Wizzair En saison: Enter Air | Rome Léonard-de-Vinci/Fiumicino, Larnaca, En saison: Prévéza-Aktion, Tirana-Mère-Teresa, Antalya, Barcelone-El Prat |

Edité le 15/05/2025.

## Installations

### Piste et tarmac
L'aéroport dispose d'une piste de 2500 m sur 45 m.

### Navigation
L'Agence des Services de Navigation Aérienne Polonaise a installé un système de navigation DVOR/DME en décembre 2014.